# Gloria Macapagal-Arroyo
Gloria Macapagal-Arroyo (født 5. april 1947) var Filippinernes præsident mellem 2001 og 2010.
Macapagal var senator i 1992-98 og blev valgt vicepræsident i 1998. Efter at præsident Joseph Estrada blev afsat blev hun præsident i 2001. Hun blev genvalgt i 2004.
Hun er datter af den tidligere filippinske præsident Diosdado Macapagal.